# Victor Cavendish, 9:e hertig av Devonshire
Victor Christian William Cavendish, 9:e hertig av Devonshire, född 31 maj 1868, död 6 maj 1938, var en brittisk politiker och ämbetsman.

## Biografi
Cavendish blev medlem av underhuset 1891, var finanssekreterare i skattkammaren 1903–05 och var under första världskriget 1915–16 civil lord av amiralitetet. Han var även mellan 1916 och 1921 Kanadas generalguvernör och från 1922 till 1924 Storbritanniens kolonialminister.
Han var son till lord Edward Cavendish (1838–1891) och Emma Elizabeth Lascelles (1838–1920) .

### Familj
Gift 1892 med Lady Evelyn Petty-Fitzmaurice (1870–1960), dotter till Henry Charles Petty-FitzMaurice, 5:e markis av Lansdowne.
- Edward Cavendish, 10:e hertig av Devonshire (1895–1950); gift 1917 med Lady Mary Gascoyne-Cecil (1895–1988)
- Lady Maud Cavendish (1896–1975); gift 1:o 1917 med Angus Alexander Mackintosh (d. 1918); gift 2:o 1923 med Hon George Evan Michael Baillie (1894–1941)
- Lady Blanche Cavendish (1898–1987); gift 1919 med John Murray Cobbold (1897–1944)
- Lady Dorothy Cavendish (1900–1966); gift 1920 med Harold Macmillan, Earl av Stockton, premiärminister (1894–1986)
- Lady Rachel Cavendish (1902–1977); gift 1923 med James Stuart, 1:e viscount Stuart av Findhorn (1897–1971)
- Lord Charles Cavendish (1905–1944); gift 1932 med Adele Astaire (d. 1981)
- Lady Anne Cavendish (1909–1981); gift 1:o 1929 med Henry Philip Hunloke (d. 1978) (skilda 1945) ; gift 2:o 1949 med Christopher John Holland-Martin (d. 1960); gift 3:e gången 1962 med Alexander Victor Edward Paulet Montagu, 10:e earl av Sandwich (1906–1995) (skilda 1965).